# Ehegattenveranlagung
Die Ehegattenveranlagung ist ein steuerlicher Fachbegriff, der die Möglichkeiten der unterschiedlichen steuerlichen Veranlagung von Ehepartnern beschreibt.
In Deutschland ist die Ehegattenveranlagung in den § 26, § 26a, § 26b und § 28 Einkommensteuergesetz (EStG) geregelt.
Ehegatten, die beide unbeschränkt einkommensteuerpflichtig sind und nicht dauernd getrennt leben, können zwischen Einzelveranlagung (bis 2012 getrennter Veranlagung) gemäß § 26a EStG und Zusammenveranlagung gemäß § 26b EStG wählen.
Die Wahl der Veranlagungsart kann in der Einkommensteuererklärung oder durch gesonderte Erklärung eines der Ehepartner erfolgen. Wird keine Erklärung zur Veranlagungsart abgegeben, wird die Zusammenveranlagung durchgeführt.

## Zusammenveranlagung
Bei der Zusammenveranlagung werden die Einkünfte der Ehegatten getrennt ermittelt. Die Ermittlung des Gesamtbetrags der Einkünfte erfolgt dann gemeinsam. Die Ehegatten werden wie ein einziger Steuerpflichtiger behandelt, allerdings mit doppeltem Steuerbetrag, der sich für die Hälfte des gemeinsam zu versteuernden Einkommens ergibt (Ehegattensplitting). Dies ist aufgrund der Steuerprogression im Regelfall günstiger, wenn die Einkommen beider Partner unterschiedlich sind.
Die Ehegatten haften gesamtschuldnerisch, mit der Möglichkeit der Aufteilung im Vollstreckungsverfahren.

## Getrennte Veranlagung bis 2012
Bei der getrennten Veranlagung werden die Ehegatten einzeln zur Einkommensteuer veranlagt. Dies kann in bestimmten Konstellationen günstiger sein als die Zusammenveranlagung (zum Beispiel Nutzung von Verlusten etc.).
Wünscht einer der Ehepartner eine getrennte Veranlagung, so ist diese Wahl für das Finanzamt bindend. Jedoch kann der andere Ehepartner Schadensersatz geltend machen, wenn der Antrag auf getrennte Veranlagung gegen den Grundsatz von Treu und Glauben verstößt. Dies gilt auch dann, wenn Ehegatten sich getrennt haben und ein Ehegatte eine Steuererstattung für das vorangegangene Jahr erhalten würde. Ab dem Trennungszeitpunkt ist ein Ehegatte zur Zustimmung aber nur verpflichtet, wenn er ab dem Trennungszeitpunkt so gestellt wird, als würde er ab diesem Zeitpunkt getrennt veranlagt. Der begünstigte Ehegatte hat ggf. einen Teilbetrag zu erstatten (BGH-Urteil vom 23. Mai 2007, XII ZR 250/04).

## Einzelveranlagung seit 2013
Zum 1. Januar 2013 ist die getrennte Ehegattenveranlagung entfallen. Gemäß § 26a EStG kann nunmehr die Einzelveranlagung gewählt werden. Trotz in der Praxis oftmals synonymer Verwendung beider Begriffe änderte sich dennoch die Art der Zurechnung von Sonderausgaben (§ 10 Abs. 1 Nr. 5 EStG), außergewöhnlichen Belastungen (§§ 33 bis 33b EStG) und Steuerermäßigungen nach § 35a EStG. Diese werden grundsätzlich demjenigen Ehegatten zugerechnet, der die Aufwendung wirtschaftlich getragen hat (§ 26a Abs. 2). Auf Antrag können die Aufwendungen jedoch weiterhin wie nach alter Fassung hälftig abgezogen werden (§ 26a Abs. 2 S. 2).

## Besondere Veranlagung für das Jahr der Eheschließung (bis 2012)
Wenn die Ehegatten die besondere Veranlagung gemäß § 26c EStG a. F. beantragten, wurden sie so behandelt, als wären sie nicht miteinander verheiratet. Die besondere Veranlagung konnte letztmals für den Veranlagungszeitraum 2012 gewählt werden.

## Anwendbarkeit auf gleichgeschlechtliche Lebenspartnerschaften
Am 6. Juni 2013 erklärte das Bundesverfassungsgericht die Ungleichbehandlung von Lebenspartnerschaften und Ehen im Einkommenssteuerrecht, insbesondere die Nichtgewährung des Ehegattensplittings für Lebenspartnerschaften, für verfassungswidrig. Das Gericht erklärte, dass es keine „gewichtigen Sachgründe für eine Ungleichbehandlung“ gäbe und verlangte, dass die entsprechenden Gesetze rückwirkend zum 1. August 2001 geändert werden.
Mit Wirkung ab 19. Juli 2013 wurde das Urteil des Bundesverfassungsgerichts durch ein Änderungsgesetz umgesetzt. Eingetragene Lebenspartnerschaften werden dadurch im Einkommenssteuerrecht wie Ehen behandelt. Dies gilt für alle Fälle, in denen die Einkommensteuer noch nicht bestandskräftig festgesetzt ist (§ 2 Abs. 8 und § 52 Abs. 2a EStG a.F.).